# Brembo
za reko glej Brembo (reka)
Brembo S.p.A. je italijanski proizvajalec visokosposobnih zavor za športne avtomobile in motocikle. Podjetje je bilo ustanovljeno leta 1961 v Bergamu (v bližini Milana), kjer ima tudi sedež.

## Znamke skupine Brembo
- AP — avtomobilske zavore
- AP Racing — sklopke in zavore za avtomobile in motocikle
- Breco — diskaste in bobnaste zavore
- Brembo — zavore višjega razreda
- ByBre — zavore za skuterje
- Marchesini — kolesa
- Sabelt — varnostna oprema kot npr. varnostni pasov